# Pieve di Sarna
La pieve di Sarna è una pieve di Faenza.

## Storia e descrizione
Situata a 8 km dalla città di Faenza la pieve, originaria del 700, venne completamente ricostruita nella metà del XVIII secolo. Ancora oggi conserva varie opere d'arte fra cui l'affresco tardogotico raffigurante sant'Antonio abate del 1430 e l'Assunta con san Luigi e san Macario di Nicola Valletta conservata sull'altare maggiore.
Tuttavia, della costruzione primitiva è rimasta soltanto la parte alta fiancata meridionale.  Il campanile fu costruito all'inizio del Settecento, probabilmente da Carlo Cesare Scaletta, mentre l'interno venne interamente rifatto poco dopo la metà del medesimo secolo per volere dell'arciprete Tomaso Violani, che per le parti murarie affidò il lavoro a Gian Battista Campidori e, per le decorazioni a stucco, chiamò un artista di cui il nome, ad oggi, resta sconosciuto.